# Тинклер, Эми
Эми Тинклер (англ. Amy Tinkler; род. 27 октября 1999, Дарем, Северо-Восточная Англия) — британская гимнастка.
Она бронзовый призер Олимпийских игр 2016 года, бронзовый призёр чемпионата мира (2015) и чемпионка Великобритании в многоборье 2015 года. Благодаря этому результату, она стала второй британкой после Бет Твиддл, выигравшей медаль в гимнастике в истории Олимпийских игр.

## Биография
Эми родилась 27 октября 1999 в Дареме. Она стала заниматься гимнастикой в возрасте двух лет. Тинклер считает, что её соотечественница Клаудия Фрэгэпейн является самой влиятельной персоной в мире гимнастики.

## Юниорская карьера

### 2013
В конце марта Тинклер участвовала в чемпионате Великобритании. В личном многоборье Тинклер заняла второе место с результатом 53,800. Она набрала 14,050 в опорном прыжке, 12,100 на разновысоких брусьях, 13,650 на бревне и 14,000 в вольных упражнениях. Тинклер выступила во всех четырех финалах на отдельных снарядах. В финале опорного прыжка Тинклер набрала 14,100 за первый прыжок и 13,400 за второй, что в среднем составило 13,750 и принесло ей серебряную медаль. Тинклер завоевала золотую медаль на брусьях (12,900). В финале соревнования на бревне она набрала 13,400, став бронзовым призёром, а в финале в вольных упражнениях с результатом 14,200 стала чемпионкой.
В июле Эми приняла участие в Европейском юношеском олимпийском фестивале 2013 года в Утрехте. Она была в составе команды, завоевавшей серебряную медаль. Из-за того, что в каждом из четырех аппаратов учитывались только 2 наивысших балла, единственным результатом, повлиявшим на итоговый балл Великобритании (109,750), был результат ее вольных упражнений, за которое Эми получила 13,400 балла. Помимо этого, Тинклер получила 14,600 за опорный прыжок, 11,550 за брусья и 12,900 за упражнение на бревне.

### 2014
В марте Тинклер участвовала в чемпионате Великобритании второй раз в карьере. Она стала чемпионом мира по многоборью среди юниоров с победным счетом 55,250 (14,650 в опорном прыжке, 13,150 на брусьях, 13,350 на бревне и 14,100 в вольных упражнениях. В интервью British Gymnastics Тинклер сказала: «Я не могу поверить в свою победу, я просто счастлива! Я дебютировала и хотела выполнить свою работу, показав хорошие результаты». Как и в чемпионате Великобритании 2013 года, Тинклер участвовала во всех четырех финалах соревнований. За опорные прыжки Тинклер набрала 14,750 и 14,150, что в среднем составило 14,450. Она уступила Тайше Маттис, став серебряным призёром. Эми заняла четвертое место в финале брусьев со результатом 13,250 балла. Тинклер выиграла бронзовую медаль в финале на бревне, получив 12,850 балла. В вольных упражнениях она разделила титул с Кэтрин Лайонс. Обе девушки показали результат 13,600.
В мае Тинклер приняла участие в чемпионате Европы в Софии. Она помогла британской юношеской команде завоевать историческую командную серебряную медаль, набрав 14,666 баллов в опорном прыжке и 13,733 в вольных упражнениях. В финале соревнований Тинклер выиграла бронзовую медаль в опорном прыжке, набрав, соответственно, 14,733 и 13,966 за прыжки, что в среднем составило 14,349 балла. Тинклер также получила право участвовать в финале вольных упражнений, где она разделила второе место с румынкой Андреей Иридон, уступив соотечественнице Кэтрин Лайонс.

## Взрослая карьера
В начале марта Тинклер дебютировала на национальном чемпионате Англии в Лафборо. Она стала новой взрослой чемпионкой в многоборье. Тинклер набрала в опорном прыжке 14,650, на брусьях — 14,050, на бревне — 13.800 и 13.700 в вольных упражнениях, победив с итоговой суммой 56,200 балла и отрывом в 1,3 балла.
В конце марта Тинклер участвовала в чемпионате Великобритании в Ливерпуле. В многоборье она стала чемпионкой Великобритании и, как и на чемпионате Англии. Её результаты: 14,850 в опорном прыжке, 13,650 на брусьях, 13,750 на бревне и 14,400 на вольных упражнениях. Таким образом, она улучшила свой результат, показанный на чемпионате Англии, с 56,200 до 56,650. Тинклер участвовала в трёх финалов на отдельных видах, став четвёртой на брусьях с результатом 13,300 на бревне стала пятой (12,550), в финале вольных упражнений Тинклер выиграла золотую медаль со результатом 14,450, обойдя чемпиона Содружества по вольным упражнениям и фаворита фанатов Клаудию Фрэгэпейн.
2 апреля Эми была включена в состав сборной для участия в чемпионате Европы 2015 года, проходившем в Монпелье с 15 по 19 апреля. Она отправилась во Францию вместе с партнерами по команде Бекки и Элли Дауни и Клаудией Фрэгэпейн. Это были её первые крупные международные соревнования на взрослом уровне.
С результатом 14,625 за опорный прыжок, 13,300 на брусьях, 12,833 в бревне и 14,200 в вольных упражнениях, её общий результат в квалификации составил 54,958 балла и она финишировала на 6 месте. Тинклер не сумела преодолеть квалификацию, так как в финале могли участвовать лишь две представительницы одной страны, а Эми оказалась третьей, уступив Элли Дауни и Клаудии Фрэгэпейн, Тем не менее, она пробилась в финал вольных упражнений, уступив лишь Джулии Штейнгрубер и Ксении Афанасьевой. В финале Тинклер получила 14,000 и заняла 6-е место на своем первом взрослом чемпионате Европы.
В сентябре Тинклер участвовала в командном первенстве Великобритании, где она помогла клубу South Durham Gymnastics Club финишировать четвертым набрав 14,300 в опорном прыжке, 13,600 на брусьях, 13.200 на бревне и 13,600 на вольных упражнениях

### 2016
Тинклер участвовала в турнире American Cup 2016 в Ньюарке 5 марта 2016 года. Она заняла четвертое место с результатом 55,932. В том же месяце Тинклер финишировала второй в многоборье на чемпионате Англии 2016 года, уступив Клаудии Фрэгэпейн. В июле федерация Великобритании объявила, что Эми вошла в состав британской сборной на летние Олимпийские игры 2016 года в Рио. В 16 лет она была самым молодым членом сборной Великобритании. Тинклер выиграла бронзовую медаль в вольных упражнениях со результатом 14,933, уступив лишь двум американкам — Симоне Байлз и Александре Райсман. Она стала второй британкой после Бет Твиддл, выигравшей медаль в гимнастике в истории Олимпийских игр.